# Манастир Покрова Пресвете Богородице у Турковицама
Манастир Покрова Пресвете Богородице (пољ. Monaster Opieki Matki Bożej) је православни женски манастир у Турковицама, у Лублинско-хелмској епархији Пољске православне цркве.
Основан је 1903. године као један од неконтемплативних манастира основаних у западним епархијама Руске православне цркве уз подршку цара Николаја II и његове супруге Александре Фјодоровне. Турковице су изабране за градњу манастира због култа Турковичке иконе Богородице међу локалним украјинским становништвом. Монахиње су се углавном бавили радом у заједници: водили су школе, болницу, апотеку и сиротиште. Манастир је такође основан ради јачања утицаја православне цркве и руске културе на територијама укљученим у састав Руског царства под поделом Пољске. То је такође било важно одредиште ходочашћа. Радио је све док монахиње нису отишле у бежанство, од којих се већина није вратила.
У међуратном периоду, Пољска аутокефална православна црква је безуспешно покушавала да обнови манастир. Неколико монахиња које су се вратиле из Русије настанило се прво у селу, а затим у оближњем Сахрину. С друге стране, у зградама манастира постојале су добротворне установе које су водиле слушкиње, а након њихове ликвидације у НР Пољској - пољопривредна школа. Манастирска црква је срушена двадесетих година 20. века, а друга манастирска црква је адаптирана за световне потребе.
Куповином некадашње куће у коју је православна Лублинско-хелмска епархија примала ходочаснике омогућила је поновно активирање манастира, што је извршено 2008. декретом архиепископа Авеља. Преостали постманастирски објекти нису коришћени од 2013. године. Манастир је центар култа Турковичке иконе Богородице и монахиње Параскеве, која је у њему живела 1912–1915.
Од 2019. године манастир Турковице подлеже Св. Николаја Чудотворца у Холешову.

## Историја

### Корени монашког живота у Турковицама
Није познато када је основана прва монашка заједница на подручју данашњег села Турковице. Према легенди, када је принц Владислав Опољчик носио икону Ченстоховске Богородице из Белза у Јасну Гору, зауставио се у околини Турковица да се одмори. Када је хтео да оде, коњи нису могли да вуку кола на којима се налазила чудесна икона. Тек након удвостручења напора, поворка је напустила место заустављања. С друге стране, на месту где су стајала кола појавила се светлост у којој се јасно видело Маријино лице. Спонтано је прешла на платно, стварајући икону Богородице, препознату као чудотворну у Турковицама.
Православно становништво које живи у овом крају подигло је на том месту православну цркву. Поред ње се, према православним ауторима, развио мушки манастир. Датум његовог настанка је непознат. Према овој верзији, након потписивања Брестовске уније 1596. године, монаси су прихватили њене одредбе, придруживши се Василијанском реду. Међутим, то се није догодило одмах по потписивању уније, већ најраније у другој половини 17. века. Године 1749. манастир је затворен по налогу унијатског епископа. Анџеј Гил, пак, доказује да нема доказа о средњовековном пореклу култа Турковичке иконе Богородице, нити о постојању православне монашке заједнице у граду. Према његовом мишљењу, Василијански манастир, основан у првој половини 18. века и који је деловао неколико десетина година, био је први манастир у овом граду, а потом је основана унијатска парохија у Турковицама. Према речима Кшиштофа Грзесијака, легенда о Турковичкој икони Богородице настала је почетком 20. века да би оправдала стварање православног манастира са руском основом.

### Оснивање и рад женског манастира
У другој половини 19. века дошло је до значајног пораста броја манастира и монаха и монахиња у Руској православној цркви. Штавише, појавио се тип манастира који је био непознат у руској православној традицији – манастири усмерени на друштвени рад, неконтемплативни. Настали су углавном у западној епархији Цркве, односно у областима укљученим у састав Русије током три поделе Пољске. Манастири ове врсте добијали су знатну новчану помоћ од царске породице и богатих приватних донатора; донатори су желели да монаси и монахиње допринесу ширењу утицаја православне цркве, руског језика и културе у окружењу. Први неконтемплативни манастир у Хелмско-варшавској епархији био је женски манастир Рођења Пресвете Богородице у Лесни, основан 1889. године, на чијем је челу била игуманија Катажина (Јефимовска), кокреаторка новог концепта друштвено ангажованог манастира. Монахиње из овог манастира су потом допринеле стварању још неколико монашких заједница у овој епархији, са сличним правилом: манастир Христа Спаситеља у Вирову, манастир Преображења у Теолину и манастир Св. Антонија у Радечници. Уршула Павлучук пише да је главни заштитник овог типа манастира била царица Александра Фјодоровна, која је, након што је прешла у православље са лутеранства, постала ватрени промотер своје нове религије.
Године 1903. у Турковицама огранак манастира био је манастир Св. Антонија у Радечници. Њена претпостављена је била монахиња Магдалена (Горцзакова), која је организовала нову заједницу по узору који јој је познат из Лесне. Монахиње су водиле апотеку, болницу, пчеларску и земљорадничку школу, сиротиште, а од 1910. године и учитељску школу. Рускиње су имале руководећа достојанства у манастиру, али није могуће утврдити њихов укупан број у целој заједници. Комплекс манастирских зграда изграђен је од нуле. У време доласка монахиња на лицу места је радила само црква брвнара. За потребе манастира изграђена је петокуполна саборна црква и комплекс од шест стамбено-пословних објеката (пет дрвених, једна зидана са црквом Светог Сергија и Германа Валамског) (према другом извору – Св. Ефросина Полачка). Главни храм у групи зграда био је дрвени. Највећа њена луковичаста купола налазила се изнад наоса грађевине, остале, ниже и дуже, налазиле су се на узвишеним шаторским крововима изнад предворја, презбитерија и бочних капела. Инвестицију је суфинансирао Свети владајући синод. Унутар главног храма налазио се троредни позлаћени иконостас израђен у атељеу манастира Св. Антонија у Радечници. Било је и других икона које су допуњавале храмски намештај. Монашка заједница је имала и своје гробље. Све грађевине су биле у византијско-руском стилу.

Манастир је био важно ходочасничко одредиште. Хиљаде ходочасника долазило је у село за време празника Покрова Госпојине и Полагања Одежди Мајке Божије. Сачуван је анонимни извештај о церемонији, који је написала особа која се потписује псеудонимом „Czerwonorusin“:
„Улазимо у шуму и видимо хиљаде кола, не хиљаде него десетине хиљада људи на тргу. Видиш Црвене Русе. Чујете прелеп говор белоруског народа које сретнете, не једног или двоје људи које сретнете, већ десетина хиљада људи из Белорусије. У овим хиљадама људи виде се и стари и млади, и омладина, и грађани, и сељаци, и много интелигенције. Цела светлуцава гомила окупила се из Томашова, Хелма, Замошћа, Краснистава, па чак и из Билгорајског округа, као и из суседне Волиније, да се поклони чудесној икони“
Године 1906. Еулогиусз, епископ Хелма, предводио је церемонију преноса иконе Турковачке Богородице у манастирски савет и украсио је одеждом са драгим камењем. На овој свечаности окупило се 15.000 верника. Манастир је допринео одржавању овдашњих бивших унијата у православљу након издавања акта толеранције који им омогућава да пређу у католичанство по латинском обреду.
Године 1910., такође уз подршку епископа Еулогијуша, манастир се осамосталио, а 1912. године добио је статус прворазредног. Уочи Првог светског рата заједницу је чинило 80 монахиња, а на монашке празнике долазило је чак 30.000 ходочасника. Године 1915. монахиње из Турковица су напустиле Русију са чудотворном иконом која се чувала у манастиру. Привремено су боравили у манастиру Светих Марте и Марије у Москви.
Једна од расофорних послушница у манастиру у Турковицама пре 1915. године била је Параскејева (Матијешина), канонизована 2000. од стране Руске православне цркве као света верска монахиња.
Током Првог светског рата у манастиру је основана немачка болница за инфективне болести. Само четири монахиње из првобитне заједнице одлучиле су да се врате у Турковице након завршетка рата. Пратио их је Андрзеј Бојцзук. Међутим, напуштене манастирске зграде преузела је пољска држава и предала их католичкој конгрегацији слушкиња, која је ту организовала сиротиште, школу и старачки дом. Као резултат тога, покушај реактивације православног манастира 1919. од стране монахиња које су се вратиле са бежања био је немогућ. Монахиње су живеле у приватној кући у селу, тада у Сахрињу, у свој дом их је позвао домаћин Ковалчук. Пољска полиција их је оптужила за антипољско деловање, локалне власти су биле забринуте и због чињенице да је Бојчук је водио пастирску делатност без њиховог пристанка. На крају се и овај део некадашње заједнице распршио – монахиње су живеле у разним манастирима Пољске православне цркве.

### Међуратни период

#### Католички манастир
1919. године, по налогу пољских власти, зграде манастира запленило је седиште Главног одбора за помоћ повратку у земљу. Овај одбор је основао дом за ратну сирочад, којим је управљао Католички ред слуга Блажене Дјевице Марије. Од 1921. године манастиром је управљала Станислава Полецхајло. Године 1924. Маријан Дебски, који је у исто време постао шеф Друштва за развој источних земаља, координирао је, између осталог, активности везане за акцију реституције православних цркава и планирану полонизацију региона. Манастир и школа која је при њему деловала, у којој су заједно учила деца пољског и украјинског порекла, описани су као важан центар пољскости. Промењен је спољашњи изглед комплекса. Бивши храм, лишен старања, пропао је након што су монахиње отишле да се беженство; коначно је потпуно срушена. Уништено је и гробље Турковичких монахиња.

#### Покушаји обнове манастира пре Другог светског рата
Према речима Гжегожа Пелице, култ Турковичке иконе Богородице почео је спонтано да оживљава после 1927. године; Други извор указује да су прве литургијске церемоније у њену част после Првог светског рата организоване три године раније. Постојаност култа подстакла је Архијерејски синод Пољске аутокефалне православне цркве да га подржи кроз активности несталних свештенослужитеља посебно делегираних у Турковице: монаха Арсенија (Базијарука), Атаназија (Бокијевића), Атаназија (Мартоша), Јозефа. (Забарни), Варлаам (Јепифанов) и Серафим (Самојлик). У развој култа био је укључен и архиепископ луцки Алекси. Крајем 1930-их Турковице су поново постале ходочасничко одредиште. Популарност култа Богородичине иконе у Турковицама огледа се у народним песмама у којима се село помиње као главно свето место Хелмског краја, упоредиво са манастиром у Јаблецзни и Почајевском лавром (песма о Турковице је написао свештеник Дмитро Павелко). Године 1928. на прославу иконе, организовану на православном гробљу у Турковицама, дошло је 12.000 људи. верника. Годину дана касније, некадашњи монашки храм је срушен, званично због лошег техничког стања и неподобности „за државне потребе“.
Митрополит варшавски и целе Пољске Дионизи (Валедињски) је 25. септембра 1931. године послао у село монаха Атанасија (Мартоша) за пароха ванредне парохије, са налогом да се реорганизује женски манастир. Приближно 1933. монах Атанасије (Мартос) је направио прве покушаје да га створи, без сагласности пољских власти. Игуманија Магдалена (Тројчук) је дошла у Турковице, а Аниманови послушници из манастира у Зимну такође су били укључени у стварање нове заједнице. У немогућности да поврати зграде које су монахиње имале пре 1915. године, свештенство Посљке православне цркве је уложило напоре да купи и друге зграде у селу. У ту сврху контактирали су власнике овдашњег имања, породицу Макомаски, преговарајући о куповини два јутра земље, која је наводно коришћена за проширење православног гробља. Када су Макомасци сазнали да православци на овом земљишту желе да подигну стамбени објекат за монахиње, раскинули су договор и предали земљиште Католичкој цркви. Манастир је требало да буде потчињен манастиру Св. Онуфрија у Јаблецзни. Године 1932. око 30 хиљада људи дошло је у село на још једну прославу у част иконе Богородице у Турковицама. православни. До 1936. године, епископ лублински Сава успео је да окупи неколико монахиња у Турковицама, али манастир никада није званично обновљен. Штавише, на дан римокатоличког Ускрса 1938. или 1939. године локално православно становништво је било принуђено да иде на исповест и евхаристију у цркву (већина сељана се скоро одмах вратила у православље), а јула 1938. године уништена је православна капела на гробљу у Турковицама.

### Други светски рат
Током Другог светског рата, православним монахињама је било дозвољено да живе у једној од манастирских зграда (раније је била школа), док су остатком и даље управљале католичке монахиње. Једну од манастирских цркава немачке окупационе власти вратиле су православној цркви. Током пољско-украјинских герилских борби у рејону Хелма, 10. марта 1944. године, пољски партизани су у оквиру дуже офанзиве спалили село Турковице. Неки од становника побегли су у сиротиште, које су и пољске партизанске јединице и Украјинска устаничка армија третирале као неутрално подручје. За време рата, католичке часне сестре су тамо сакриле око 300 деце, укључујући и Јеврејску. У некадашњем манастиру је до 1951. године радила установа за ратну сирочад коју су водиле слушкиње. Затим су се у манастирским објектима налазиле пољопривредна школа и интернат, као и први у Пољској центар за обуку тракториста.
Православне монахиње су на крају напустиле манастир током депортације украјинског православног народа из области Хелм (операција Висла и депортације у СССР). Истовремено је нестао култ иконе Богородице у Турковицама.

### Поновно активирање манастира
Године 1981. православни свештеник на служби у Хрубешову, Гжегож Остапковицз, инспирисан писмом Атанасија (Мартоса), тадашњег јерарха Руске православне заграничне цркве, пронашао је копију чудотворне иконе коју је написао Пјотр Зин 1928. године у девастираној капели претвореној у тоалет. Одвео ју је са овог места по налогу митрополита варшавског и целе Пољске Базилија (Дорошкевича). Икона је однета у цркву Св. Николе у Томашову Лубелском, а поред манастира у Јаблечни.
Године 1993., архиепископ Лублинско-хелмске епархије, Абел (Поплавски), уложио је напоре да обнови неке од некадашњих манастирских зграда од стране Пољске православне цркве. На крају, епархија је добила замјенску парцелу у Виткову и земљиште и зграде бивше Задруге за узгој биљака у Корцзмину, а 1999. године додатних пет ари земље на земљишту које су раније користиле часне сестре. На овом месту подигнут је спомен-крст са натписом на пољском и украјинском језику. Истовремено, сестре слушкиње су се пријавиле и за враћање зграда у Турковицама. Међутим, њихова молба је одбијена због недостатка потребних докумената који потврђују власништво над манастиром у међуратном периоду.
Године 2006., на иницијативу Архиепископа Абела, Лублинско-хелмска епархија је купила једну од некадашњих манастирских зграда, коју је на тендеру дао повиат старости у Хрубешову (Народни дом, „Цзајниа“). У овој згради основана је православна црква Покрова Богородице. Ове акције православне епархије наишле су на протесте сенатора Католичког универзитет у Лублинупроу Адама Биелиа. У молби упућеној премијеру Републике Пољске тражио је да се заустави русификација региона, која је требало да се изрази у поновном активирању православног манастира.
Истовремено, Пољска православна црква је настојала да обнови женски монашки живот у овом месту. На купљеном објекту 2007. године постављени су православни крстови. Дана 28. августа 2008. декретом Архиепископа Лублинског и Абела од Хелма поново је активиран женски манастир у Турковицама. Следеће године су освештане манастирске зграде. У манастирској цркви се налазе мошти Светих Пенделових мученика и Св. свештеник Сергиуша Захарчука, једног од мученика хемских и подлашких. Од тада је богослужење за монахиње вршило свештенство Замошког деканата. Обнова и адаптација купљеног објекта у верске сврхе била је могућа захваљујући финансијској подршци верника из других православних цркава, као и средствима из државне касе и Европског фонда за регионални развој.

### Функционисање обновљеног манастира од 2008. године
Монахиња Еуфалија (Золотарјева) је постављена за предстојатељицу општине од шест монахиња и расофорних послушника. Дана 21. септембра 2009. заменила ју је сестра Леонила Кравчук (монахиња Елжбета од 5. децембра 2010) као в.д. надређени. Монахиње које су дошле у Турковице раније су припадале монашкој заједници на планини Грабарки. Турковичка заједница је била први женски манастир у епархији Лублин-Хелм. Монашки живот у поново активираном манастиру заснива се на истим правилима као и у манастиру основаном 1903. године. Први вечни постриг у манастиру обављен је 7. децембра 2009. године.
Године 2010., током годишњих свечаности у част Вазнесења Богородице, одржаних у Турковицама 14. и 15. јула, монаси манастира Св. Онуфрија у Јаблецзни, предали су заједници монахиња најстарију копију иконе Богородице у Пољској. Архиепископ Абел (Поплавски) је такође ставио у манастир део моштију свете монахиње, следбенице Параскијеве (Матијешине). Мошти монахиње, канонизоване 2000. године као једног од Сабора светих новомученика и исповедника Русије, предао је Пољској православној цркви митрополит волоколамски Иларион.
У 2012. години, заједницу је чинило девет монахиња – четири из Грабарке и пет других монахиња, укључујући две преобраћенице из лутеранства из Словачке и Мађарске. Монахиње се баве издавачким радом, развили су, између осталог, житије св. Параскеве Турковичке и објавиле ЦД са беседама св. Николаја. Године 2022. заједницу је чинило 9 монахиња, укључујући 4 монахиње и једну искушеницу. Манастир је вероватно једини центар у Пољској у коме се за време богослужења изводи црквена музика у складу са византијском музичком традицијом.
Године 2013. пољопривредна школа која је заузимала преостале постманастирске зграде је затворена и објекти су стављени на продају.
Дана 25. априла 2014. монахиња Елжбета (Кравчук) добила је достојанство игуманије. Исте године подигнут је споменик Дмитра Павелка, аутора паралитургијске песме о Турковицама, познатог по „Wołyń Poczajiwom sływe”.
У марту 2019. почиње изградња друге цркве, посвећене Св. Параскијеви (Матијешини). Храм је пуштен у употребу јула 2021. Архиепископ Авељ је 26. марта 2022. године благословио ново здање манастира.

## Контроверзе
Повратак православних монахиња наишао је на протесте локалног становништва, посебно чланова Друштва ентузијаста Турковичког краја, које је основано у исто време. Међутим, и локалне власти и манастирски старешина тврдили су да сукоб није ескалирао, а после неколико година постојања манастира однос локалног становништва према монахињама био је потпуно позитиван. У Турковицама тренутно нема православних хришћана, већ само људи који међу прецима имају људе ове вероисповести. Године 2013. Лублинска Газета Виборцза је објавила да је поново избио спор између манастира и локалног становништва. То је било изражено чињеницом да је монахињама одбијена дозвола за изградњу звоника и мале цркве на парцели у власништву манастира. Вербковичка комуна дуго није пристајала да се на простору манастира изгради други стамбени објекат. На крају је манастир добио дозволу за изградњу и храма и стамбене зграде.